# Ilex scabridula
Ilex scabridula är en järneksväxtart som beskrevs av Merrill och Perry. Ilex scabridula ingår i släktet järnekar, och familjen järneksväxter. Inga underarter finns listade i Catalogue of Life.